# Yuri Prójorov (piloto de luge)
Yuri Vadímovich Prójorov –en ruso, Юрий Вадимович Прохоров– (Dmítrov, 11 de noviembre de 1991) es un deportista ruso que compite en luge en la modalidad doble.
Ganó una medalla de oro en el Campeonato Mundial de Luge de 2019 y dos medallas de bronce en el Campeonato Europeo de Luge, en los años 2020 y 2022.

## Palmarés internacional
| Campeonato Mundial | Campeonato Mundial    | Campeonato Mundial | Campeonato Mundial |
| Año                | Lugar                 | Medalla            | Prueba             |
| ------------------ | --------------------- | ------------------ | ------------------ |
| 2019               | Winterberg (Alemania) | Medalla de oro     | Equipo             |
| Campeonato Europeo |                       |                    |                    |
| Año                | Lugar                 | Medalla            | Prueba             |
| 2020               | Lillehammer (Noruega) | Medalla de bronce  | Doble              |
| 2022               | St. Moritz (Suiza)    | Medalla de bronce  | Equipo             |